# یواس‌اس شدول (ال‌اس‌دی-۱۵)
یواس‌اس شدول (ال‌اس‌دی-۱۵) (به انگلیسی: USS Shadwell (LSD-15)) یک کشتی بود که طول آن ۴۵۷ فوت ۹ اینچ (۱۳۹٫۵۲ متر) بود. این کشتی در سال ۱۹۴۴ ساخته شد.